# Chenopodium rubrum
Chenopodium rubrum là loài thực vật có hoa thuộc họ Dền. Loài này được Carl von Linné mô tả khoa học đầu tiên năm 1753.

## Hình ảnh

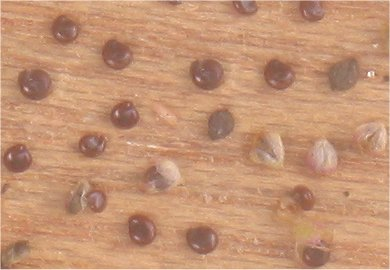
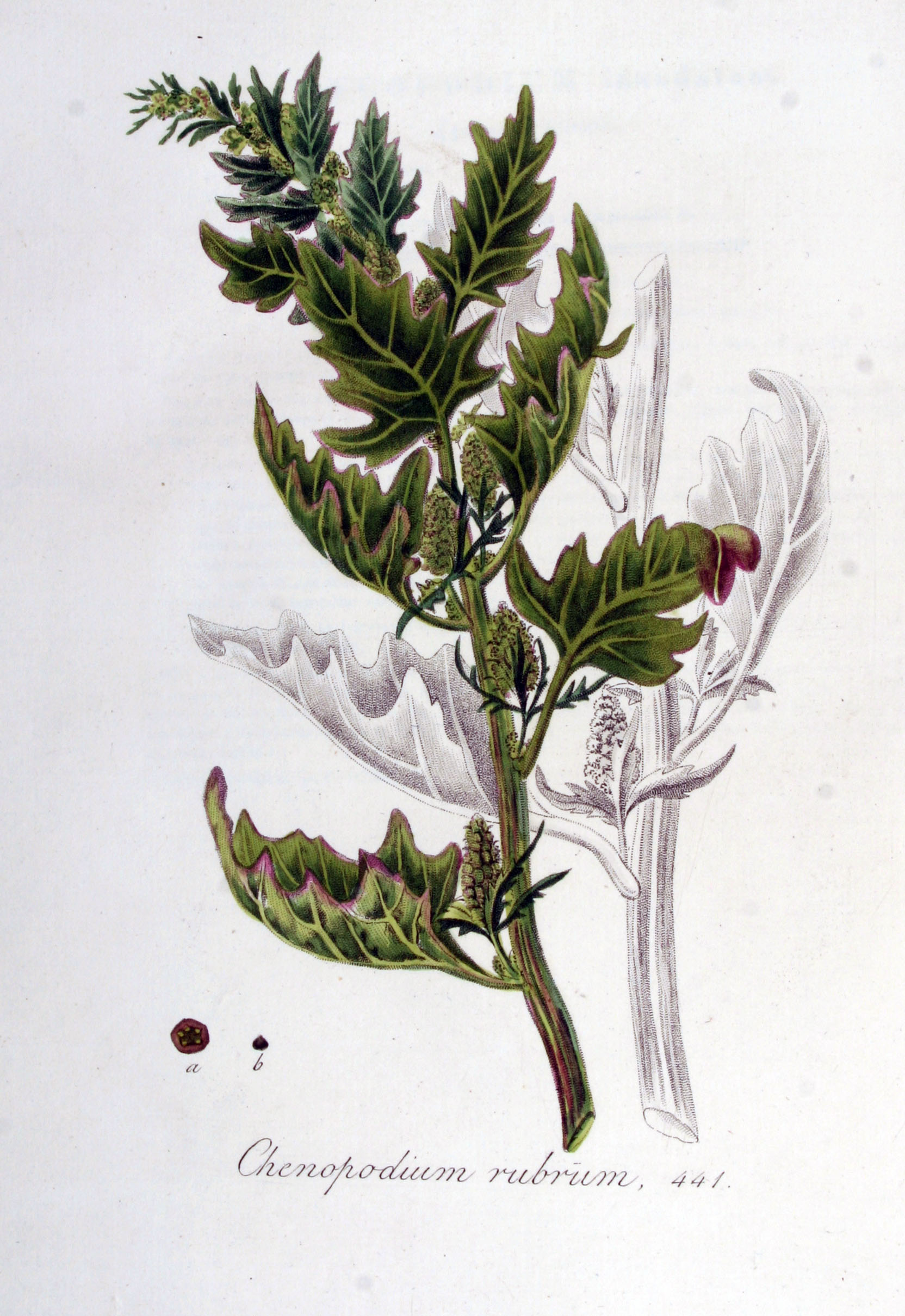
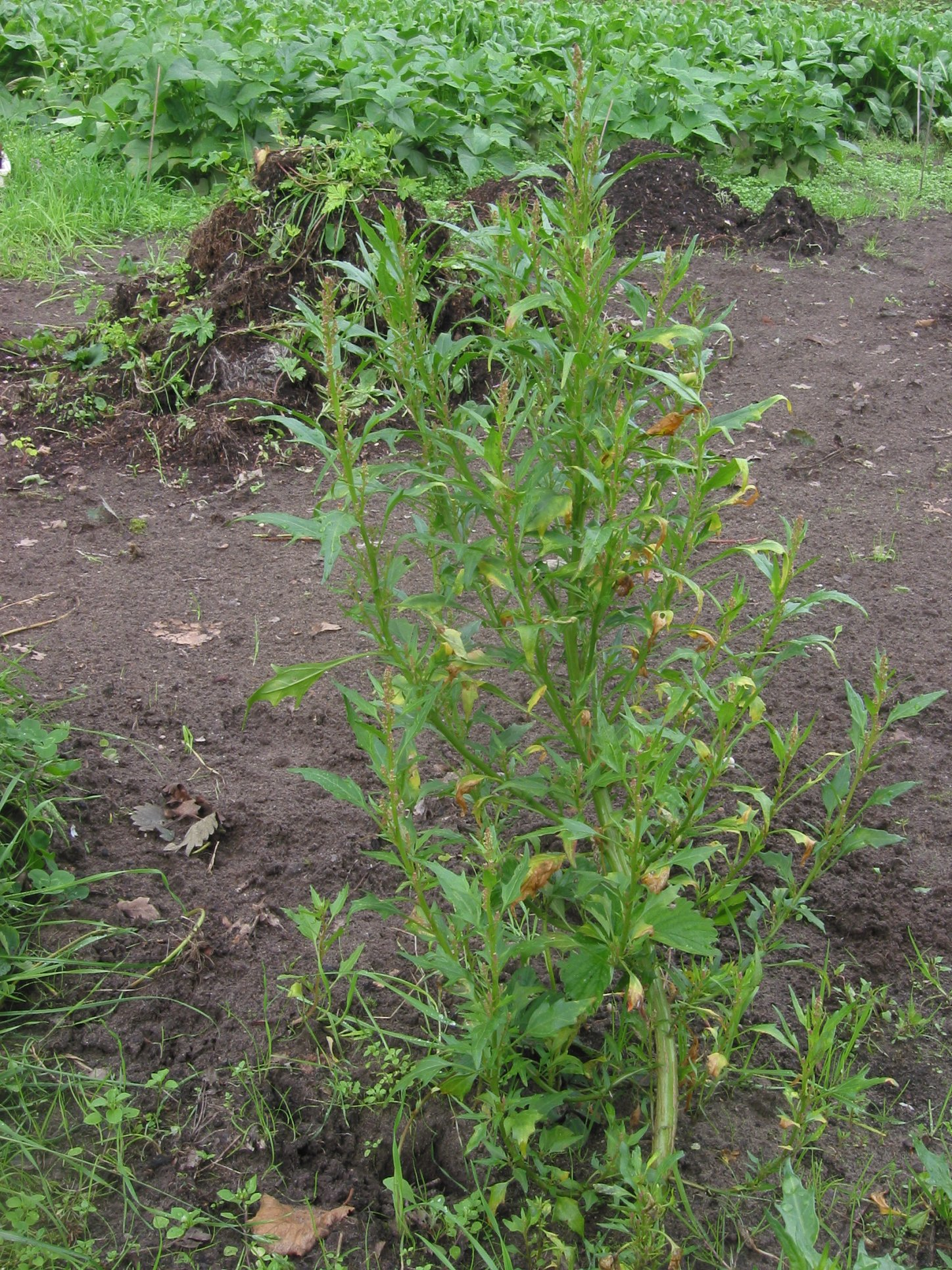